# Kaffeekanne (Radevormwald)
Kaffeekanne (auch: Kaffekanne) ist ein Wohnplatz in der Stadt Radevormwald im Oberbergischen Kreis im nordrhein-westfälischen Regierungsbezirk Köln in Deutschland.

## Lage und Beschreibung
Die Ortschaft Kaffeekanne besteht aus vier Häusern und liegt in einem Tal im Süden von Radevormwald direkt an der Stadtgrenze zu Hückeswagen. Der Wiebach, der dort die Stadtgrenze ist, fließt südlich und der Hölterhofer-Bach östlich vorbei. Die Nachbarorte sind Hückeswagen-Niederhagelsiepen, Hückeswagen-Kirschsiepen, Kattenbusch und Dieplingsberg.

## Sehenswürdigkeiten
- Fachwerkhaus aus dem 18. Jahrhundert

## Wander- und Radwege
Folgende Wanderwege führen durch den Ort:
- Der Wanderweg ▲ von Radevormwald nach Hückeswagen
- Die Ortsrundwanderwege A1, A2 und A3